# Quercus phillyreoides
Quercus phillyreoides är en bokväxtart som beskrevs av Asa Gray. Quercus phillyreoides ingår i släktet ekar, och familjen bokväxter. Inga underarter finns listade.

## Bildgalleri

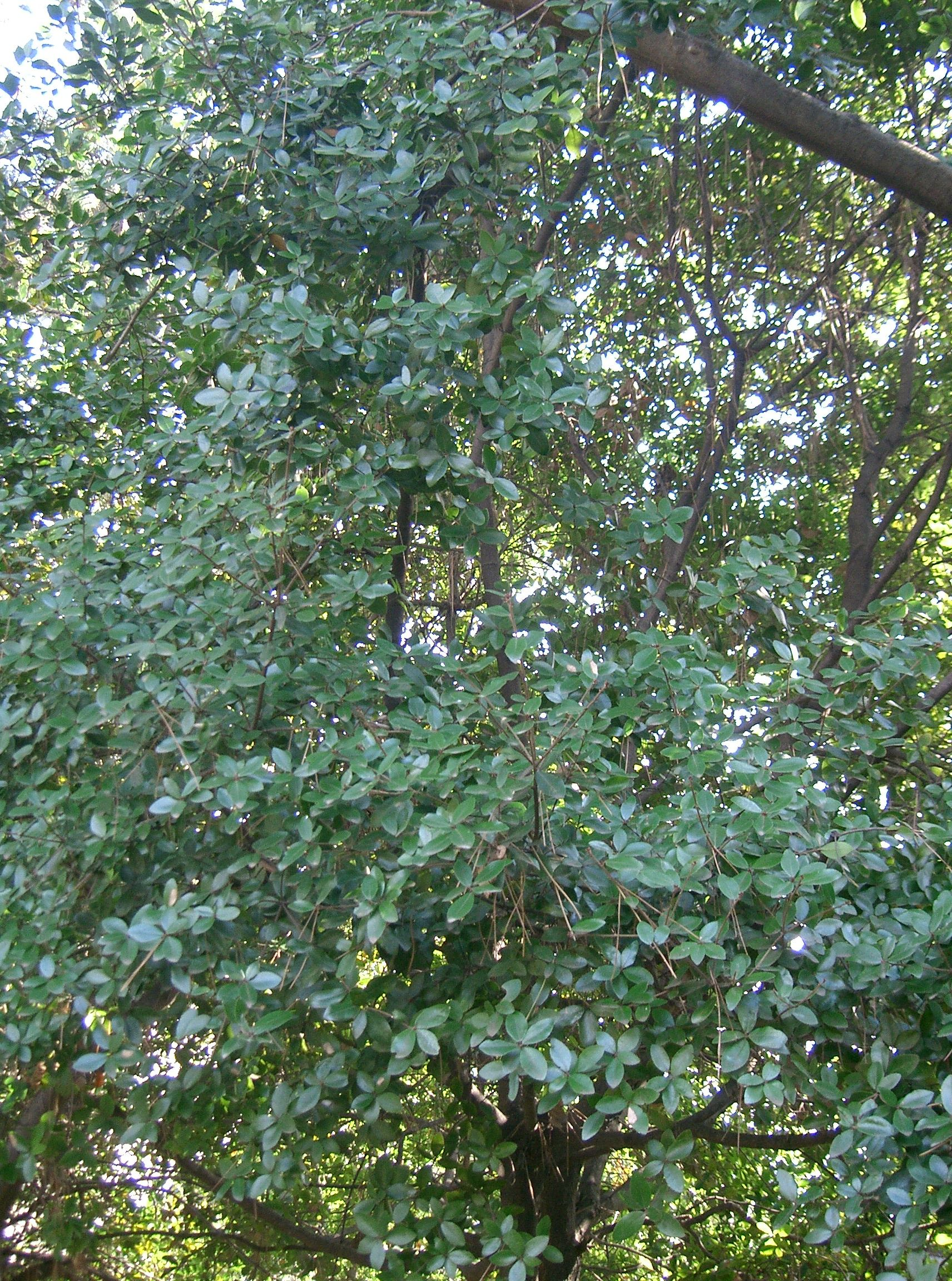
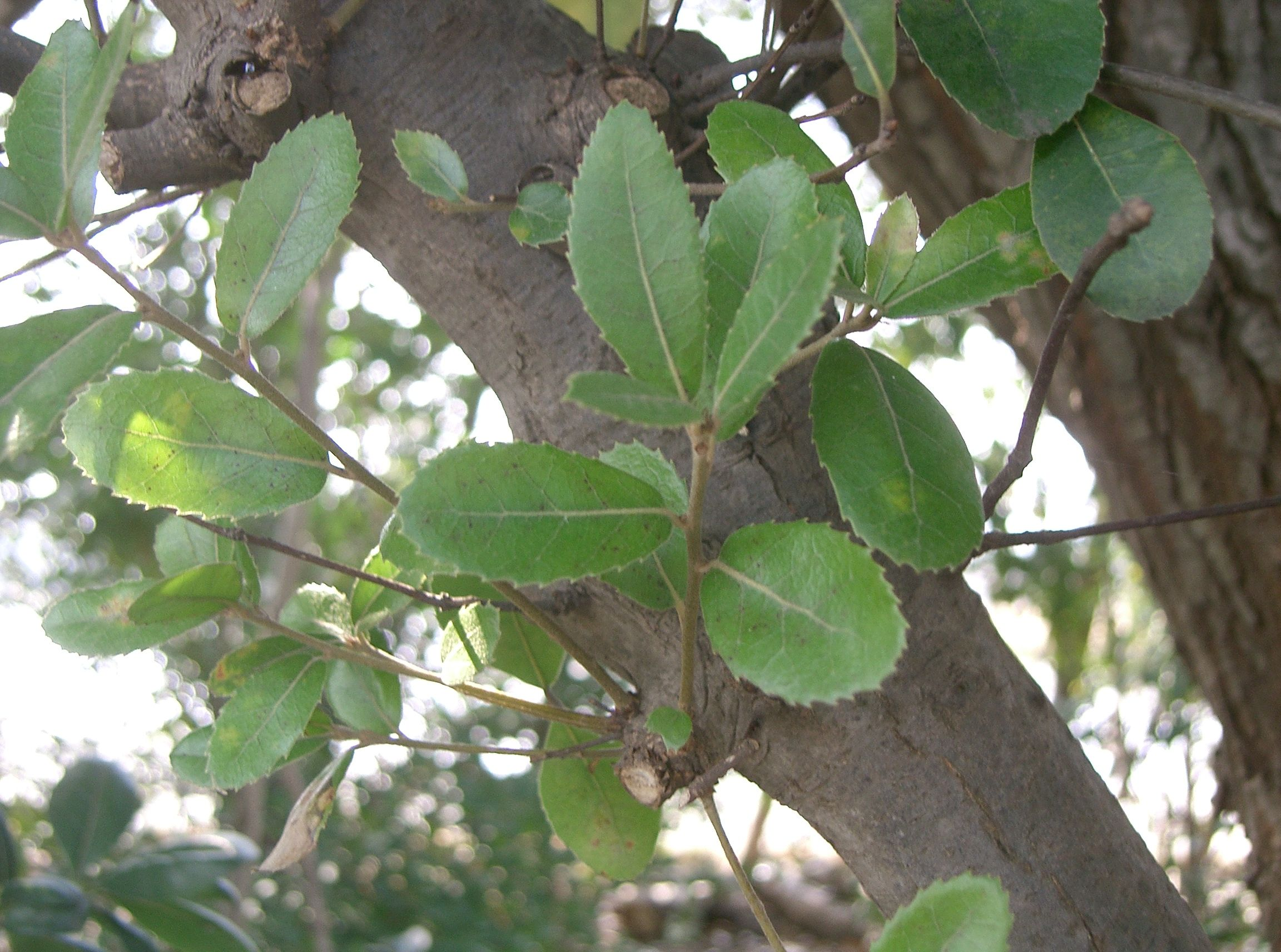
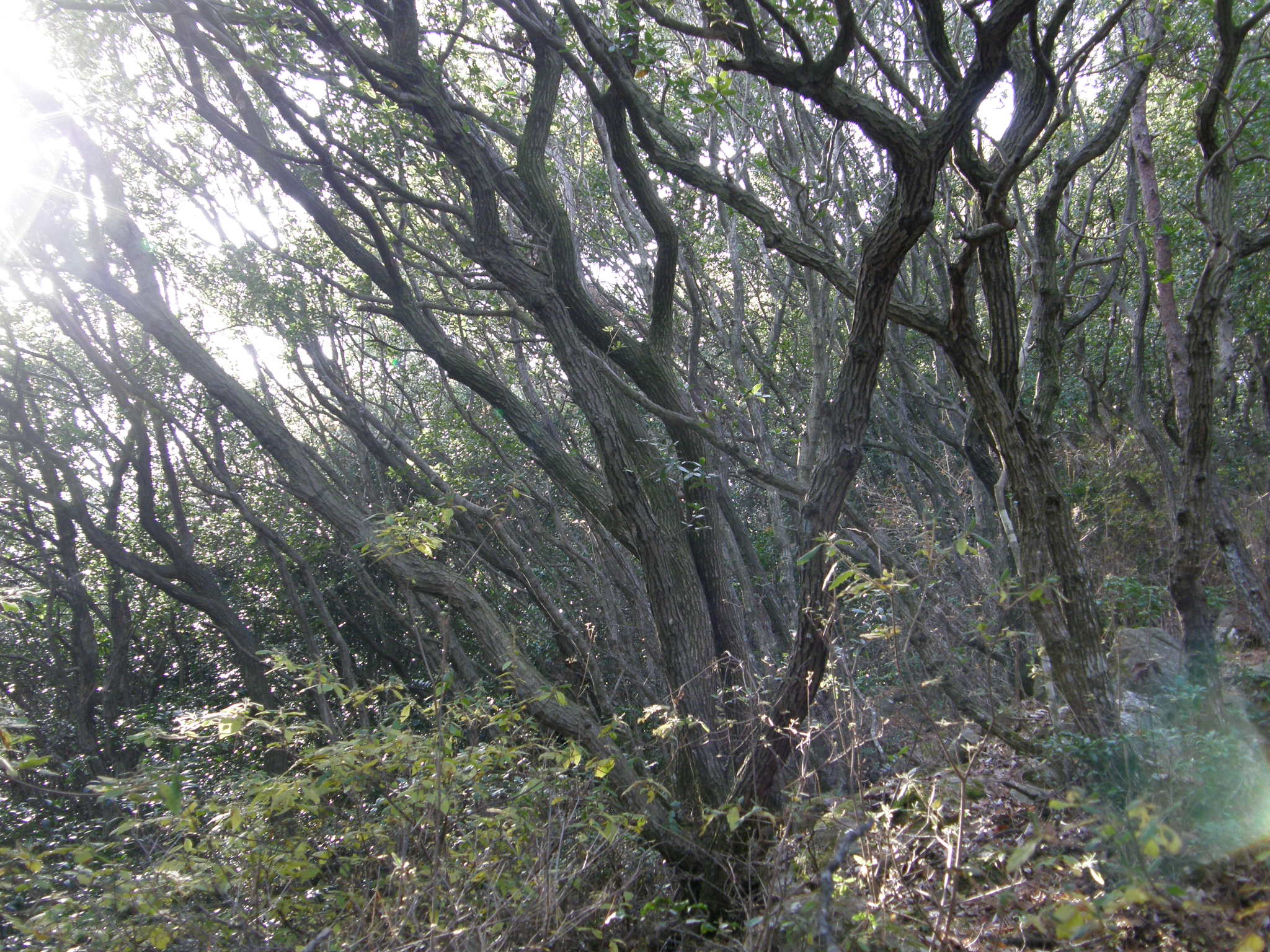
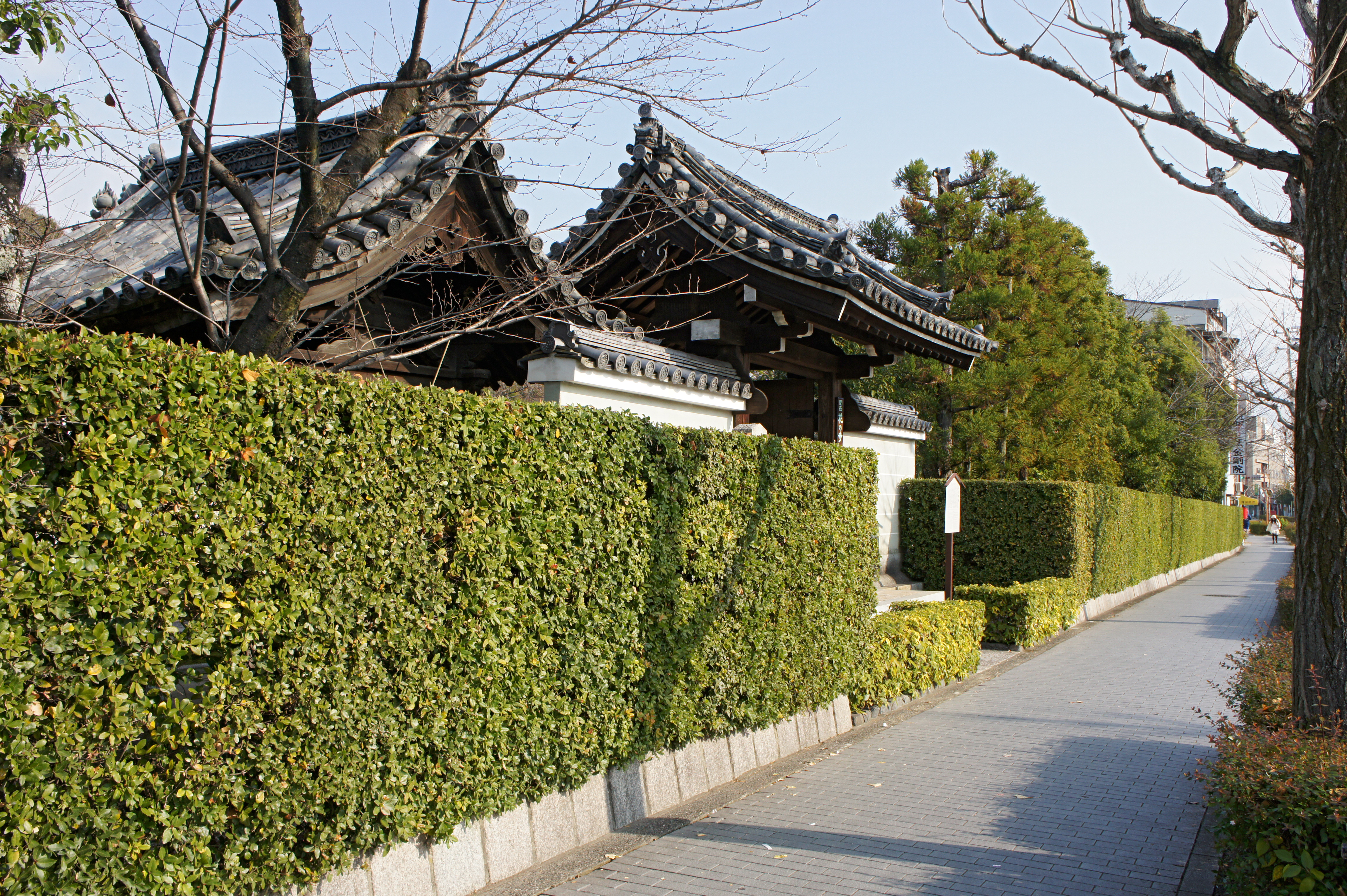